# Olyra collettii
Olyra collettii är en fiskart som först beskrevs av Franz Steindachner 1881.
Olyra collettii ingår i släktet Olyra och familjen Olyridae. Inga underarter finns listade i Catalogue of Life.